# 4318 Baťa
4318 Baťa eller 1980 DE1 är en asteroid i huvudbältet som upptäcktes den 21 februari 1980 av den tjeckiske astronomen Zdeňka Vávrová vid Kleť-observatoriet. Den är uppkallad efter Tomáš Baťa.
Asteroiden har en diameter på ungefär 25 kilometer.